# Il giudice e il commissario: Un alibi perfetto
Il giudice e il commissario: Un alibi perfetto (Femmes de loi: Les beaux quartiers) è un film per la televisione del 2003 diretto da Benoît d'Aubert.
Si tratta di un poliziesco di produzione francese.

## Trama
Narra dell'indagine condotta da Elisabeth Brochène e il tenente Marie Balaguère sulla morte di Paul Delamarre, a complicare il tutto una banda di ladri che agira nel vicinato.